# 河内山本
河内山本（かわちやまもと）とは、大阪府八尾市 （旧河内国若江郡） のほぼ中央部にある地域。
他の山本地域と区別するために「河内」を冠することがあるが、一般には単に山本と称する。

## 概要
八尾市内のいわゆる山本地域に包括される地域は近鉄河内山本駅付近を中心とした広範囲にわたり、現住所表示では、山本町、山本町北、山本町南、東山本町、西山本町、東山本新町、山本高安町、東町、小阪合町、南小阪合町といった複数の地名に分かれる。
そのうちの山本町のほぼ全域、山本町北の大半、山本町南の大半、山本高安町のほぼ全域、東山本新町1丁目の一部、刑部1丁目の一部 の南北約3km・東西約300mの範囲は 大和川の付け替えによって創生され、「山本新田」として開発され、1889年以降1961年までは大字山本だった地域である。 現在は大阪郊外の住宅地となっている。
なお、本ページでは旧山本新田→旧大字山本地域内に限定して解説する。

## 歴史
令制国一覧 > 畿内 > 河内国 > 若江郡 > 山本新田

日本 > 近畿地方 > 大阪府 > 八尾市 > 大字山本（1961年まで）

日本 > 近畿地方 > 大阪府 > 八尾市 > 山本町、山本町北、山本町南、山本高安町ほか（1961年以降）
この地域はかつて河内国若江郡に属し、新田開発以降には小田原藩の支配下にあった。1889年（明治22年）4月1日の市町村制施行時に近隣の15か村と合併して八尾村の一地域となった。

### 大和川付け替え以前
かつて、本地には大和川が流れ、周囲の低地は田畑として利用されていた。当然ながら現在の山本には集落は無く、流域の西側に小阪合集落、中野集落が、東側に万願寺集落があった。これらの集落は大阪と奈良方面を結ぶ「立石街道」の沿線上にあった。 旧大和川はたびたび氾濫し、周囲の農村に被害をもたらしていた。

### 山本新田の開発
宝永元年（1704年）に大和川付け替え工事が行なわれ、旧河川・湖沼跡に広大な敷地ができたが、そのうちの万願寺集落近傍・南北約3kmほどの新田の開発権利を、山中庄兵衛正永・本山弥右衛門重英 両名が落札し、新田開発を請け負った。新田名・地名は両名の名字から取られている。 宝永2年（1705年）に工事が完了、宝永5年（1708年）の検地をもって正式名称が確定した。万願寺集落の西側・立石街道沿道に、玉串川との交差部・山本橋を中心にして、南東に山本新田会所、南西に山本八幡宮、主に北側に十数軒の農家をもって「山本新田」集落ができた。
当地は元々は川床であり、水持ちが悪く、米作には向かなかった。反面、綿の作付けに向いていた。もともと中河内地方は綿作りが行われており、新田開発を期に大発展していく。
享保9年（1724年）に大坂の大火で、本山の商家である「加賀屋」も焼失し、新田を抵当にしていた融資が返済できず、享保13年（1728年）に融資元である「泉屋」の住友吉左衛門に新田を譲った。以来、この地は昭和15年（1940年）9月まで住友家（住友財閥）の所有であった。

### 河内木綿の衰退
綿の作付けは江戸時代を通じて栄え、織布製品はいわゆる「河内木綿」とよばれた。しかし、製糸・織布については各農家の家内制手工業の域を脱せず、専門業者の企業としては成り立っていなかった。
明治維新以降、品質の良い外国産の綿が輸入されるようになり、さらに薩摩藩が堺で戎島紡績所を開設するなど機械紡績が普及しはじめたため、品質に劣る日本国内産の綿花や手紡製品は次第に駆逐されていった。 河内地区も例外ではなく、粗悪品の製造を行うものが現れて市場の信用を失うなどして、綿の作付けや河内木綿の製造は衰退していった。　山本においても少なからず影響を受けている。
綿畑は、大都市（大阪）近郊の野菜供給地となっていった。

### 小作騒動と新田経営の終焉
明治維新以後、国会開設運動を発端とした自由民権運動の影響は山本にも波及した。それは民権運動家の指導を通じて村民の権利意識の高まりとして現れ、明治13年（1880年）12月に小作料をめぐっての小作料不納運動に発展した。
明治25年（1892年）には綿が不作だったにもかかわらず、当時の支配人が小作料の減免を認めず、なおかつ小作料を納めない者の耕作地の取り上げを通告したため、12月25日に400名程度の小作人が住友会所へ押しかけようとし、騒ぎを察知して駆けつけた警察官ともみ合いになりかけた。この時は住友合資会社重役と小作人代表とで話し合い解決されている。
このように、新田経営が行き詰まりを見せる中、昭和2年（1927年）に府立高等女学校の誘致と住宅開発を理由として住友合資会社は小作人に土地の返還を要求した。そのため200人以上が集まる争議となった。この時は一反あたり190円の解決金とその年の小作料全額免除で解決した。これをもって山本での新田経営は終焉し、後述の住宅開発がおこなわれることとなる。

### 大軌の開業と住宅開発

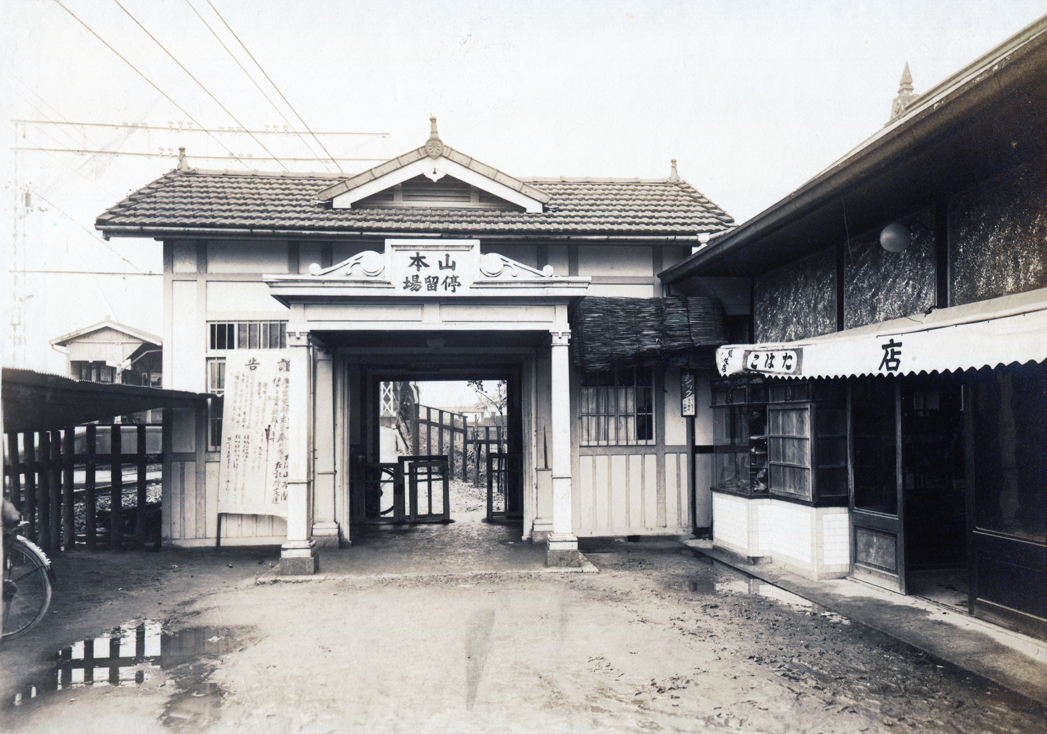
大軌山本停留所（昭和4年頃）

1925年（大正14年）に山本集落の南をかすめるように大阪電気軌道（現在の近鉄大阪線）の路線が延伸開業し、当地に山本停留所（現在の河内山本駅）が開業した。
線路は八尾（現在の近鉄八尾駅）付近から真東に方向を変え、さらにこの地で東からほぼ真南に方向を変えているが、小さな農村と田畑だけという開業当時の沿線状況からすると多少不自然に感じる。当初は八尾付近からまっすぐ南東方向・堅下方面へ敷設する計画であったが、沿線予定地付近で敷設反対運動が起き、土地の買収が進まなかったため、玉串川沿いに土地を所有する住友本社に土地の譲渡を打診し、ルート変更したとされる。後述の山本での住宅開発の絡みで計画が変更されたともいわれている。
この時、山本八幡宮、中野集落の南に山本停留所が開設されると聞いた付近の住民による反対運動が起きている。「若いモンが仕事せんと電車に乗って町へ遊びに行きよる。極道モンが増えよる。」などと年寄りが心配したという。
大軌線開業後の1929年（昭和4年）に住友合資会社により、当地での住宅開発が開始される。
山本停留所の北側、大阪府立八尾高等女学校（現在の大阪府立山本高等学校）、八尾第二小学校（現在の八尾市立山本小学校）あたりまでの南北約1kmの範囲で先ず分譲された。立石街道沿いの辺りは商店が建ち並んで商店街を形成したが、現在は寂れてしまった。
山本停留所の南側 （現在の高安駅前交差点付近までの南北約1kmの範囲） の開発・分譲は停留所北側に比べると緩やかであった。駅前にわずかな期間だけ、芝居小屋があった。商店街が形成されるようになるのは太平洋戦争後だった。
1940年（昭和15年）に、住友財閥は山本周辺の土地を手放し、当時の八尾町に寄贈している。

### 太平洋戦争後から現在まで
戦後、山本駅南側に「山本市場」が開設され、周りに商店が建ち並ぶようになり、駅南側の住宅地も発展していく。
1965年（昭和40年）ごろに、（現在の山本町北五丁目から柏村町の） 玉串川沿いに桜の木が植えられ、川沿いに桜並木ができた。現在では桜の名所として知られるようになった。
高度経済成長期には新田だった場所の周囲の農村地帯も宅地化が進んでいった。
1961年（昭和36年）に町名地番改正により、大字山本は周囲の大字とともに整理のうえ新しい町名に変更、住居表示が実施された。

## 地理
| 河内山本概略地図 |
| --- |
| 河内山本駅 近鉄信貴線 近 鉄 大 阪 線 高 安 駅 高 安 検 車 区 山本橋 山本コミセン 山本八幡宮 山本町1丁目公園 天台院 御野縣主神社 玉 串 川 公団山本住宅 山本 球場 山本高校 山本 小学校 曙川中学校 南山本 小学校 高井公園 立石街道 大阪府道5号 大阪港八尾線 府 道 15 号 八 尾 茨 木 線 五月橋交差点 山本黒谷線 市道上之島大竹線 市道弥刀上之島線 曙川第2号線・山本第203号線 高安駅前交差点 0 100 200 500m |
| 山本駅前付近を中心に南北2km強、東西1km弱の範囲を図示している。 旧山本新田の地域の北限は地図の上からさらに1kmほど北になる。 地図中央の黄色く塗られている区域は「旧山本新田住友会所」のあった場所である。 注）表示環境によって文字（内部リンク）の位置がずれることがあります。 |

山本新田開発当初は、前述の通り、「立石街道」沿いの「山本橋」を中心とした寒村であった。

現在では周囲も含めて住宅地化が済んでおり、旧山本新田区域と周辺の区別がし難くなってきている。しかし新田の区域は天井川の川床であったため周りより標高が1～2mほど高くなっており、かろうじて境界の確認はできる状態である。
当地は前述のとおり、昭和初期から住宅地として開発された。ほどほどの幅の河川（玉串川）と道路（府道15号）が縦断しており、環境がよかったこともあり、高級住宅街が形成された。
- 旧山本新田の中心地である「山本橋」の位置

北緯34度37分43.4秒 東経135度37分12.7秒 / 北緯34.628722度 東経135.620194度（世界測地系）

### 玉串川
玉串川（たまくしがわ）は、大阪府八尾市から東大阪市にかけて流れる河川。
本地域内を南北に貫いている。前述の通り両岸に桜の木が植えられており、桜の名所である。

### 近鉄河内山本駅
河内山本駅は、当地の中心部に位置する近鉄大阪線および信貴線の駅。 当地の玄関口であり、信貴山参りの乗換駅でもある。 

### 立石街道
立石街道（たていしかいどう）は、八尾市本町で八尾街道・河内街道から分かれ、山本町・山本橋で玉串川を渡り、服部川交差点で東高野街道（国道170号旧道）と交差し、立石越を経て大和国（奈良県）に至る街道である。 本地域内では「おおと越」とも言われている。 「立石街道」と「おおと越」は当地から2kmほど東の中高安小学校前で分かれる。
かつては山本橋を中心に商店街が形成されていたが、商店街の中心が山本駅の南に移ってしまい、現在では街道沿いは寂れてしまっている。 西側の旧中野集落付近、東側の旧万願寺集落付近は道幅が狭いにもかかわらず、幹線道路の抜け道として利用されるため自動車の交通量が多く、かつ一方通行の規制がされていないため、離合渋滞が頻発している。

山本橋（写真中央）付近から南東方向を撮影。写真左側の雑居ビルが並んでいる辺りに山本新田住友会所があった。

#### 沿道と周辺の主な施設・店舗等
- 山本八幡宮

- 八尾警察署山本駅前交番 - 山本駅前バス停のすぐ西にある交番。（沿道からは少し離れる）
- 山本町一丁目公園 - 山本駅前交番のすぐ西にある児童公園。元は当地に小阪合尋常小学校（現在の山本小学校）、その後山本幼稚園があった。
- 山本辻地蔵 - 立石街道と近鉄山本2号踏切の筋の交差点南東角に鎮座している二体の地蔵のうちのひとつ。 台座が道標を兼ねていた。元は山本橋東の道路脇にあったが、昭和初期の住宅地開発による道路拡張工事に伴い現在地に移された。

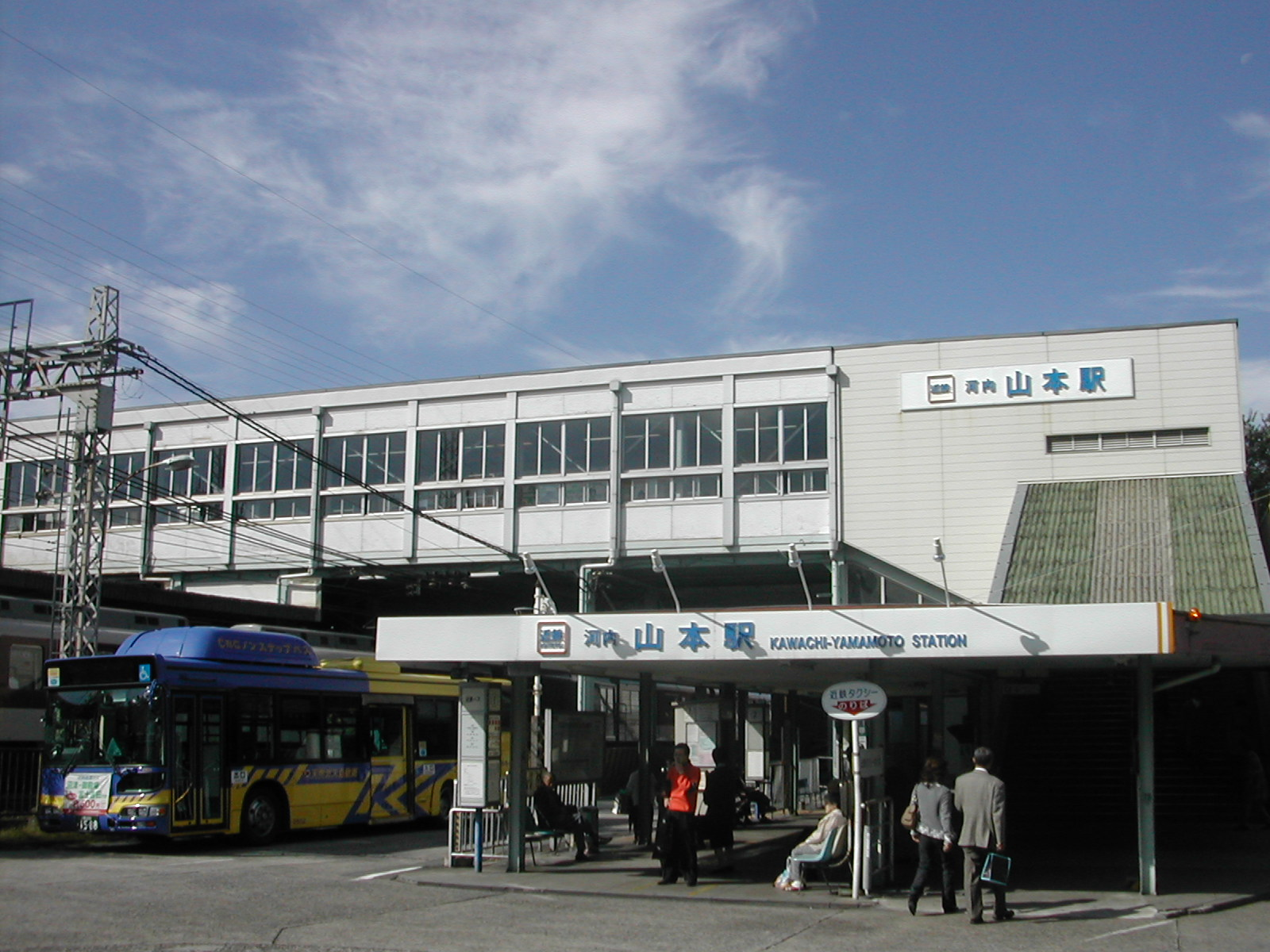
河内山本駅（北口）
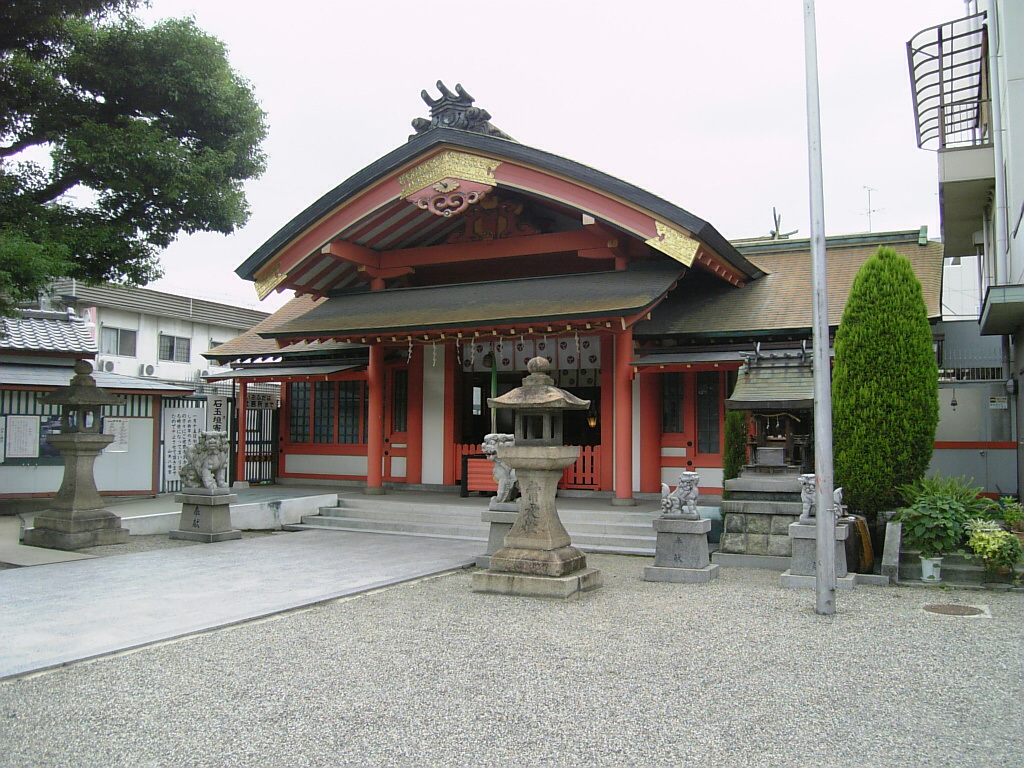
山本八幡宮
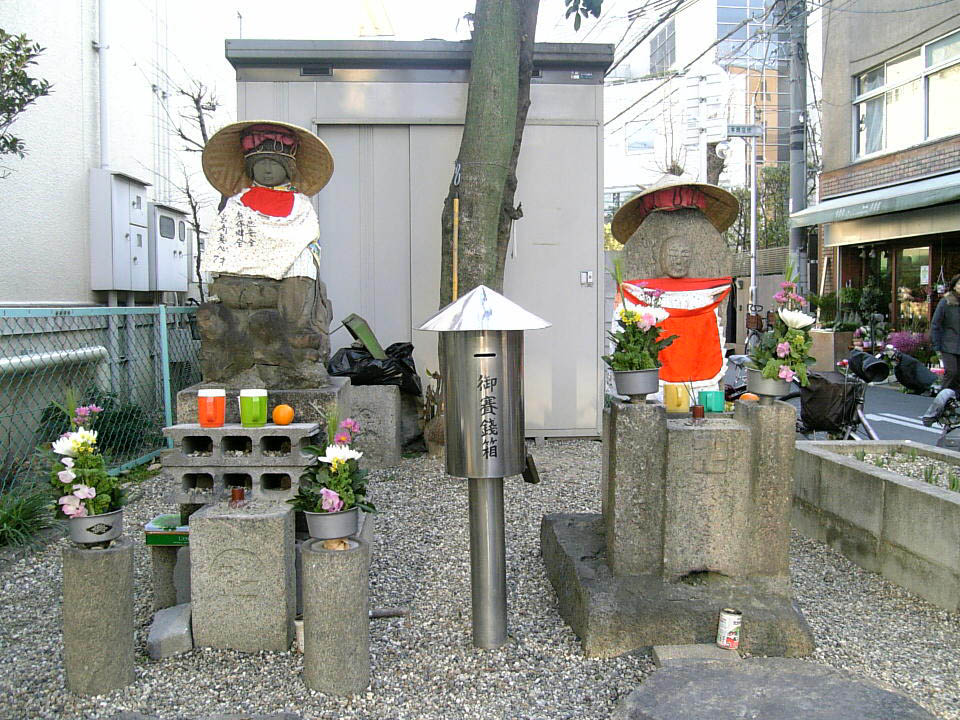
山本辻地蔵

### 山本新田住友会所
山本新田住友会所は、かつて近鉄河内山本駅・玉串川の東側、線路北側、山本2号踏切の筋の西側、立石街道の南側の一角にあった、山本新田を運営するための施設。

#### 歴史
- 前述の通り、山本新田を運営するための施設・事務所として享保8年（1723年）に開設。しばらくして住友家の所有となる。
- 明治5年（1872年）に会所内に「河内第41番小学」（現在の山本小学校）が創立された。
- 昭和初期の住宅街造成時には住友合資会社の地所課の事務所が入居していた。
- 1940年（昭和15年）に、住友財閥は山本周辺の土地を手放したが、この一角は八尾町の所有となり、現在も一部が市有地である。
- 1960年（昭和35年）に、「八尾市立労働会館」が建設される折りに旧住友会所の建屋はすべて解体された。

#### 跡地一角の主な施設・店舗等

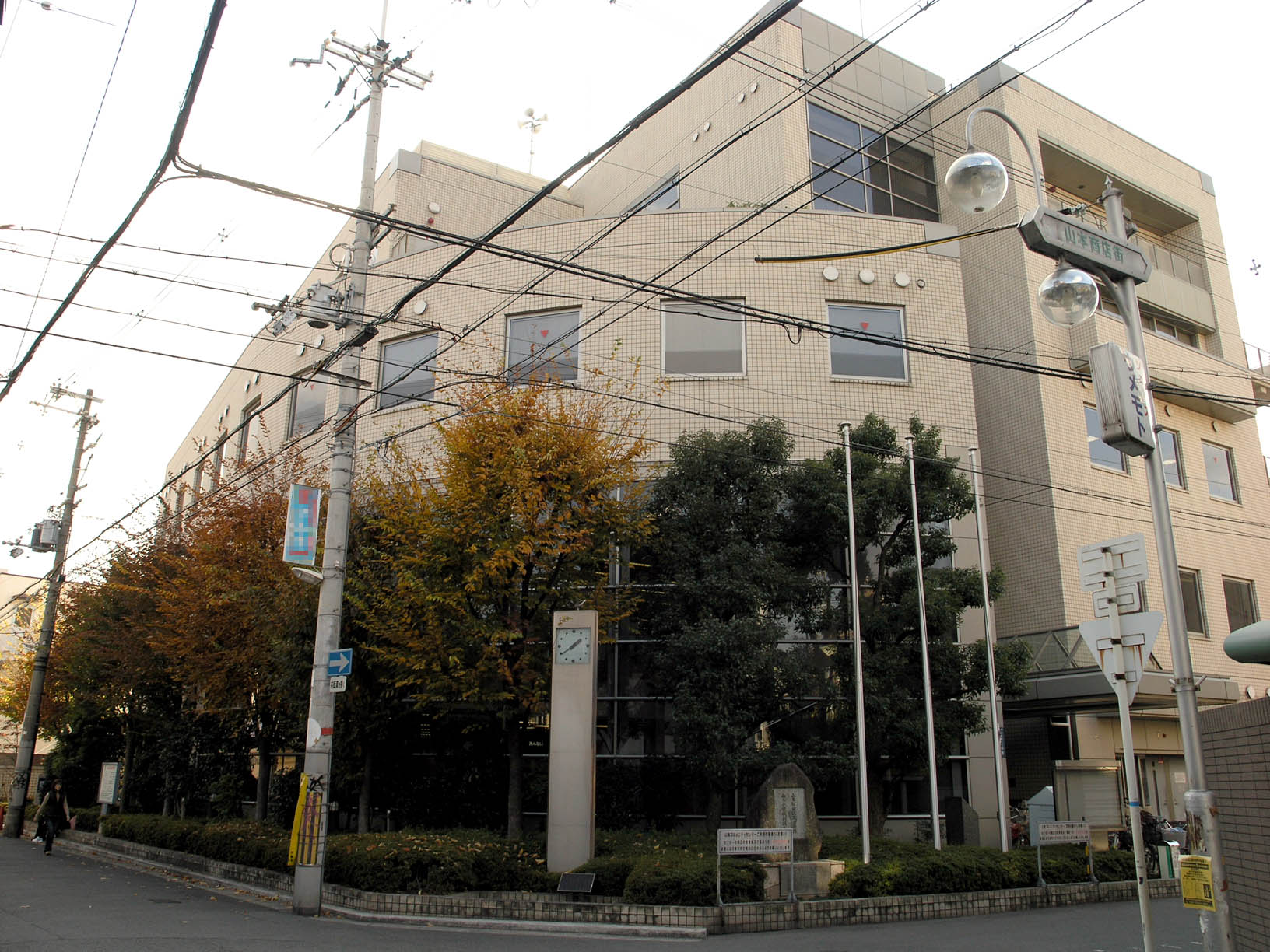
山本コミュニティセンター。正面に「山本新田住友会所跡・山本小学校創設の地」の碑がある。

かつては住友家所有→八尾町（八尾市）所有だったが、現在は一部を除き、民有地になっている。
- 山本コミュニティセンター - 八尾市役所山本出張所と八尾市立山本図書館が入居している。通称「山本コミセン」。 1960年（昭和35年）に、「八尾市立労働会館」が建てられたが、老朽化により1994年に解体。1996年に跡地に山本コミセンが建設された。
- 大阪シティ信用金庫山本支店 - 元八光信用金庫、大阪東信用金庫支店

### 山本南商店街
山本駅南側にある商店街。近鉄線より南・西側、五月橋交差点（府道大阪港八尾線）より北側の区域に該当する。
古い百貨店が業態変化してできた数軒の中小スーパーマーケットと、古くからの個人商店などが共存しており、八尾市内の商店街としては比較的賑わっている状態である。

#### 主な施設・店舗
- 万代スーパー - スーパーマーケット。スーパー形態になる以前から「万代百貨店」として営業していた。 近く（府道大阪港八尾線と近鉄大阪線の南東角）に社宅がある。
- スーパーはやし - 山本に古くからあるスーパーマーケット。山本2号踏切の南東にある。
- 八尾山本郵便局 - 1933年（昭和8年）4月に開局した、八尾市内では3番目にできた特定郵便局 。
- みずほ銀行山本支店 - 元第一勧業銀行支店。
- 関西みらい銀行山本支店 - 元近畿銀行支店。
- 三井住友銀行山本出張所 - 元太陽神戸銀行・さくら銀行ATMで、支店自体は東大阪支店・八尾支店内に移転。

### 山本橋の北
昭和期になるまでは畑と道路しかなかったが、住友本社から土地が自治体に寄贈され、女学校、小学校が相次いで建てられた。

#### 主な施設・店舗等
- JA大阪中河内山本支店
- 御野縣主神社 - 八尾市上之島町南一丁目にある神社。 かつての河内郡三野郷村（現在の上之島地区）地域の氏神。 境内の西側が旧堤防（山本町五丁目）にかかっている。旧大和川堤防の原形をとどめており、貴重な史跡となっている。

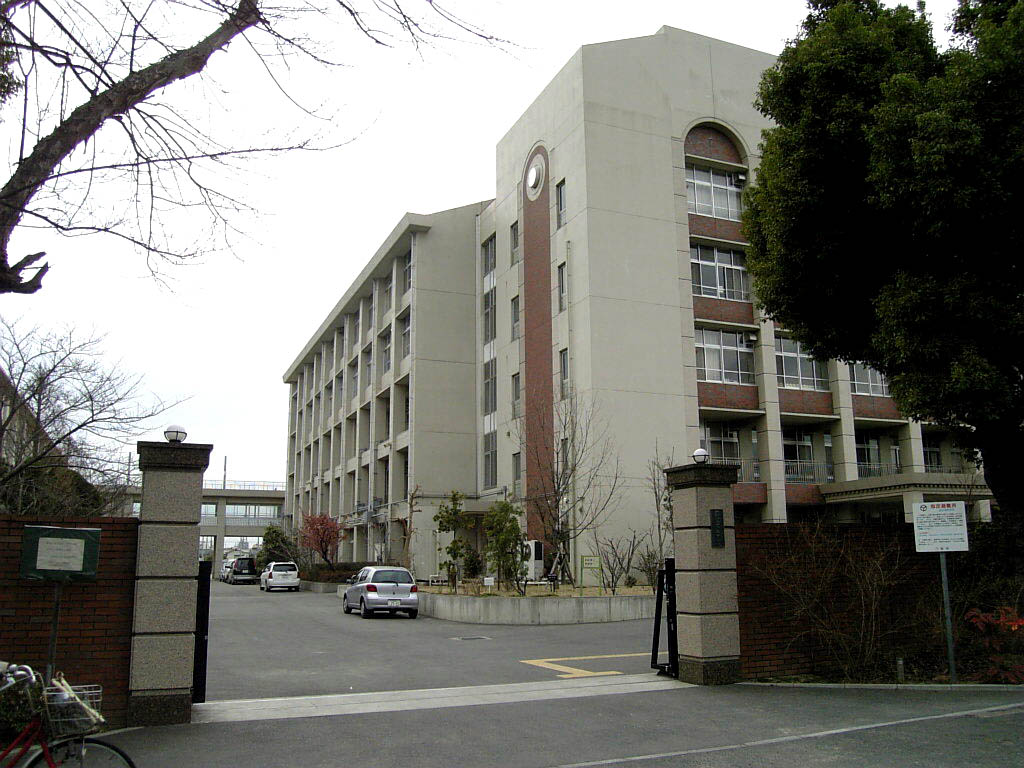
山本高校
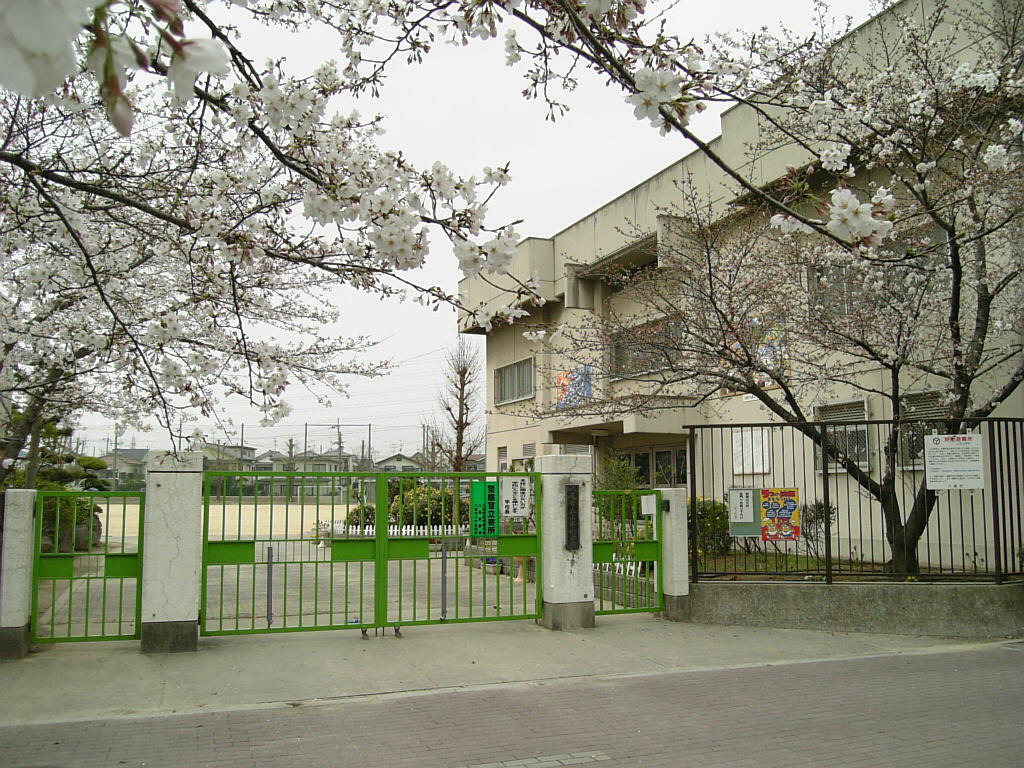
山本小学校
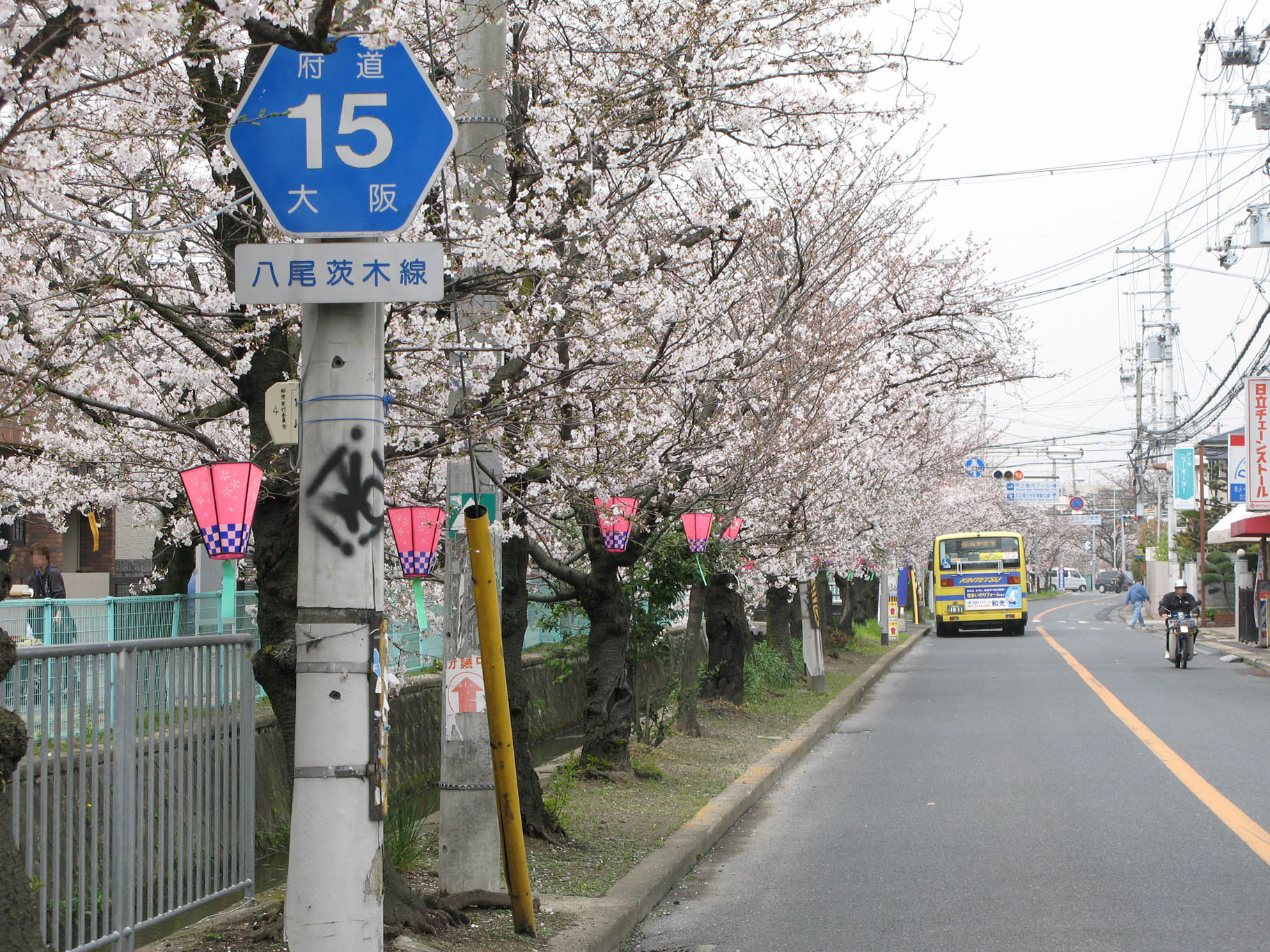
玉串川沿いの府道八尾茨木線（山本町北4丁目付近）

- 山本小学校

- 八尾市立山本幼稚園
- 日立製作所独身寮
- 山本町北第1公園
- 聖光幼稚園
- 八尾山本北郵便局
- 八尾警察署北山本交番
- 山本町北第2公園
- JAグリーン大阪三野郷支店

- 山本高校
- 山本小学校
- 玉串川沿いの府道八尾茨木線（山本町北4丁目付近）

### 五月橋交差点の南

高安駅前交差点

府道15号線・玉串川沿いは閑静な住宅街である。五月橋交差点から約1km弱南の高安駅前交差点で大阪府道181号山本黒谷線と接続する。すぐ東に近鉄高安駅がある。 少し南の大阪ガス社員寮のある場所（北側）が、旧山本新田と旧柏村新田の境界となる。

#### 主な施設・店舗等
- 山本町南公園 - 山本町南3丁目にある、玉串川からの用水路を利用した親水型の公園。
- 山本球場 - 元は住友財閥系企業従業員の親睦のために作られた「住友球場」であった。

- まちの駅畑のつづき（JA大阪中河内農産物直売所）・ATMコーナー
- コープ山本店
- 池田泉州銀行高安支店（●旧池田店舗）
- 高井公園 - 山本高安町2丁目・山本地区最南端に近いところの玉串川沿いにある公園。当地に住んでいた故人の遺言により、土地が八尾市に寄贈され、公園として整備された。市民の憩いの場となっている。
- 近鉄高安駅

- - 近鉄高安検車区 （高安車庫）
  - 近鉄高安検修センター
- 八尾警察署高安駅前交番

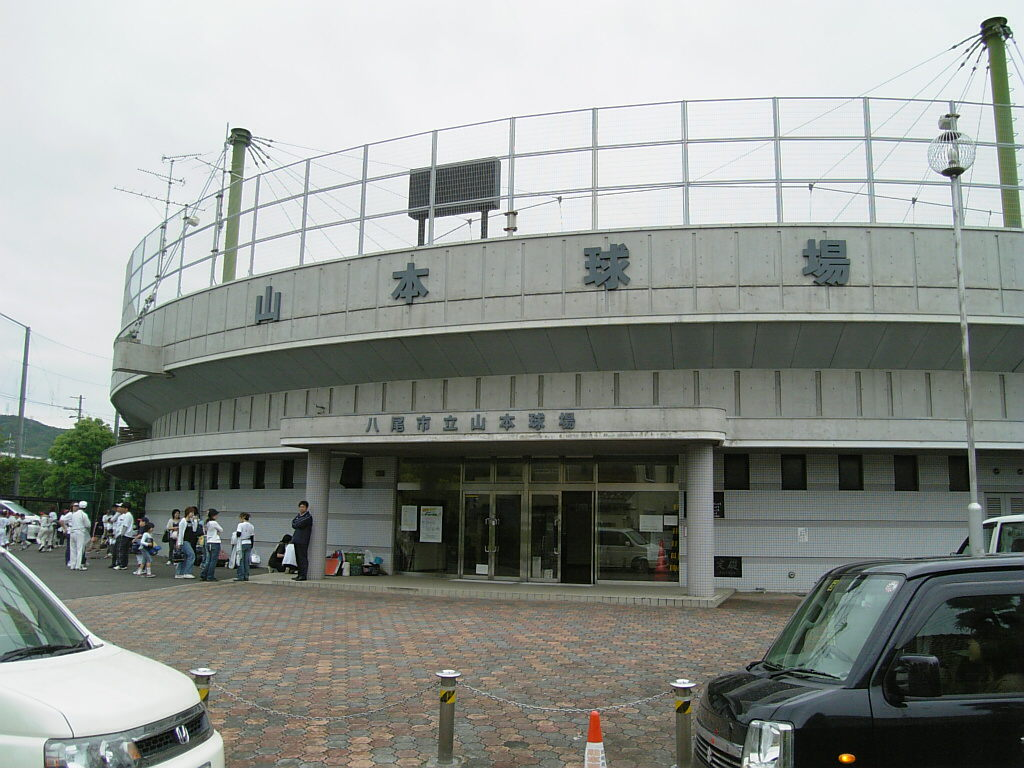
八尾市立山本球場
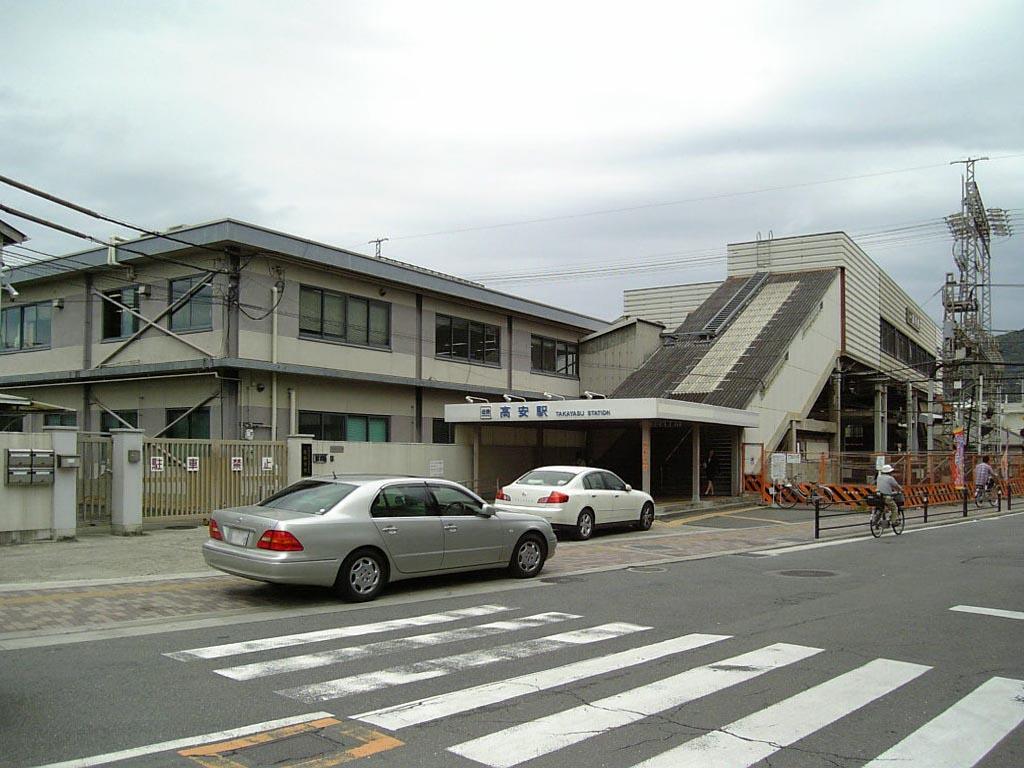
近鉄高安駅（西口） 近鉄高安検車区
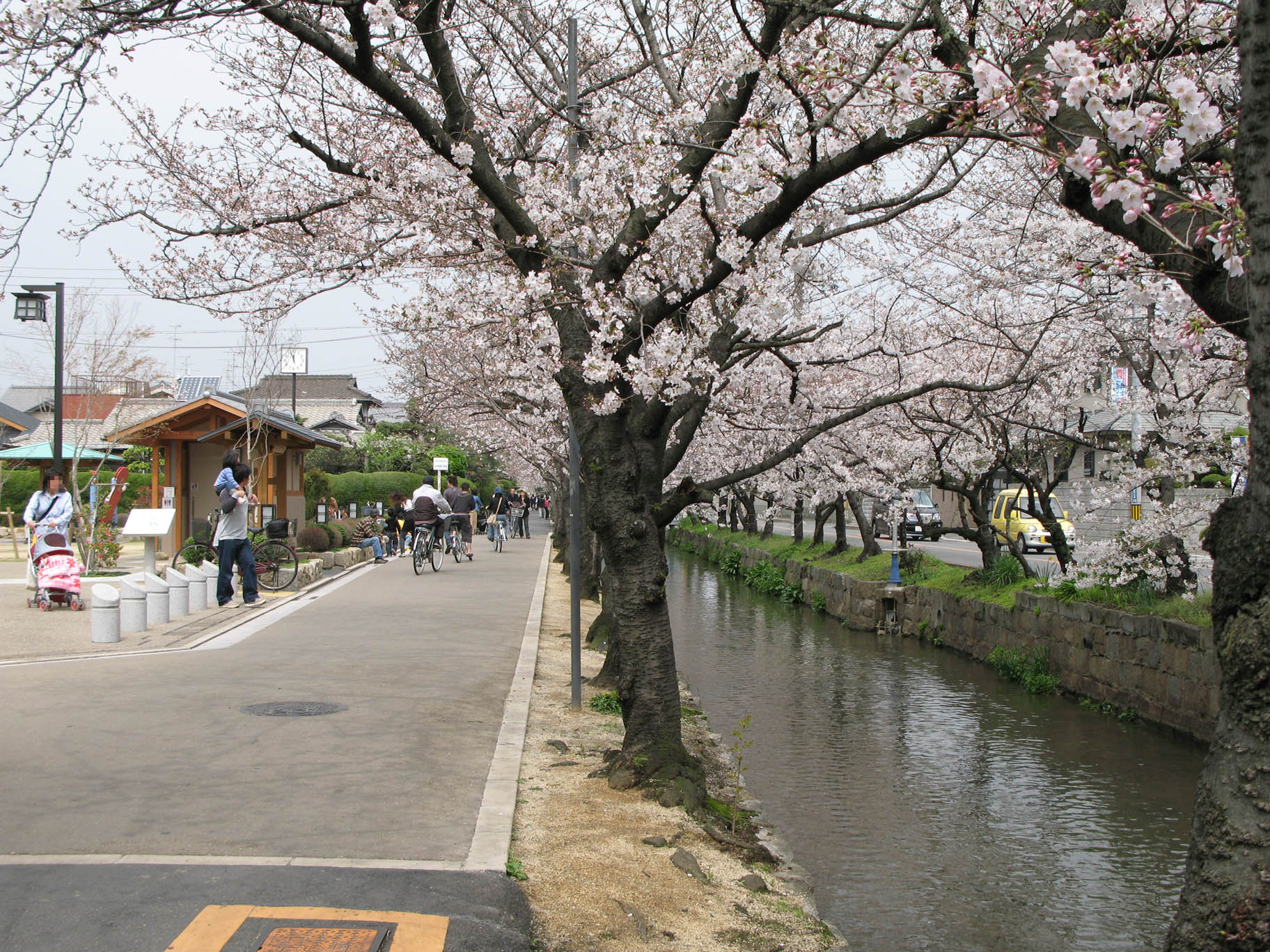
玉串川（高井公園付近）

### 中学校・小学校
本地域を校区としている小中学校は下記の通り。北から記述する。
- 桂中学校
  - 北山本小学校 - 山本町北7, 8丁目にかかる区域
- 上之島中学校
  - 山本小学校 - 山本町北1 - 6丁目にかかる区域
- 東中学校
  - 西山本小学校 - 山本町にかかる区域
- 曙川中学校
  - 南山本小学校 - 山本町南、山本高安町にかかる区域
  - 高安西小学校 - 東山本新町1丁目1にかかる区域
- 曙川南中学校
  - 刑部小学校 - 刑部1丁目にかかる区域

## 交通
本地域中央から南にかけて鉄道（近鉄大阪線）が通っている。
主な道路としては、府道八尾茨木線が玉串川沿いに通り、府道大阪港八尾線が東西に貫いている。
山本駅を境に北側と南側とでは状況が少々異なる。

### 鉄道
前述の通り、近畿日本鉄道 （近鉄） の大阪線が当地の中央付近から南東にかけて通っている。 また、当地の中心部・河内山本駅から 信貴線 が分岐している。
山本駅付近から線路は東向きから大きくカーブし、ほぼ真南に方向を変え、当地南端付近の高安駅に到達する。
両駅とも乗降人員は多く、準急停車駅となっている。 また、大阪上本町駅から高安駅までの区間列車も存在する。

### 路線バス

90系統・山本駅前ゆきバス（山本小学校前付近）

山本駅からまっすぐ北側、河内花園駅付近まで約4km（旧山本新田内は2km強）の地域は、鉄道駅から遠く、沿道の商業施設は少ないため、路線バスが多く走っており、需要も多い。
- 近鉄バス八尾営業所
  - 山本線
    - (90) 山本駅前 - 花園駅前 - 玉串側沿いを南北に走る。旧山本新田地域北側の需要をカバーする。
    - (91) 山本駅前 - 玉串北口 - 同上
    - (92) 山本駅前 - 高砂住宅 - 同上
    - (94) 近鉄八尾駅前 - （アリオ八尾） - 高砂住宅 - 近鉄八尾駅方面と山本高校より北側の地域の需要をカバーする。
    - (95) 近鉄八尾駅前 - 高砂住宅 - 同上
    - (51) 近鉄八尾駅前 - 山本駅前（北ルート） - 本地内の需要は少ないと思われる。

  - 恩智線
    - (20) 山本駅前 - 瓢箪山駅前 - 山本小学校前で東に進路を変える。

対して、山本駅の南側は、鉄道駅（河内山本駅・高安駅）が徒歩圏内にあり、商店街への買い物も自転車利用が多いため、路線バスの需要は皆無に近い。かつては複数路線あったが現在は皆無である。

### 道路
主要地方道（大阪府道）については、当地を南北に縦断する「大阪府道15号八尾茨木線」と山本駅の少し南側を東西に貫く「大阪府道5号大阪港八尾線」がある。一般府道は、高安駅前を通る「大阪府道181号山本黒谷線」がある。そのほか八尾市道が通っている。
これらの道路は幅員が狭く（基本的に2車線）、右折レーンさえないところが多い。 また、山本駅前は踏切（山本1号踏切）で交差しており、通過列車本数が多いため閉塞時間も長い（国土交通省の「ボトルネック踏切」のリストに掲載されている）。 それら （右折車の直進車通過待ち・踏切待ち） が原因の渋滞が頻発している。総じて、道路環境に関しては貧弱であるといえる。
なお、府道八尾茨木線沿道は玉串川を挟んで歩道が整備されており、本地域内では歩車分離がなされている。（北端の一部区間は除く。）

#### 旧街道
旧山本新田の北端付近、中心部および南端付近で旧街道が東西に横切っている。
- 十三街道 - 北山本バス停付近の信号のある交差点で横切る。
- 立石街道 - （前述）
- 信貴道（信貴山越） - 高安駅前交差点で横切る。玉串川の橋の南西袂に道標が存置されている。

当地を南北に貫く道路は、新田開発時に玉串川沿いに設けられた。
また、新田と旧農村地帯の境界にも古道が現存し、特に東側については御野縣主神社以北、花園ラグビー場付近までかつてはほぼ一本道になっていた（現在は花園駅北側の再開発ビル建設に伴い分断された）。前者は当地内で府道八尾茨木線となっている。後者は河内花園駅付近で府道に指定されている（本地からは離れている）。

## 参考資料
- 鶴田正人著  『河内山本物語』 （発売元：西川書店）
- 市民のための八尾市の歴史 （八尾市民文化双書No.4、八尾市立図書館発行）